# Michaela Hrbková
Michaela Hrbková (* 14. července 1987, Olomouc) je česká házenkářka hrající pro tým Frisch Auf Göppingen a český národní tým. V minulosti hrála mimo jiné za tým při Univerzitě Palackého v Olomouci.
V roce 2017 byla vyhlášena nejlepší hráčkou německé Bundesligy.